# Nabil Fekir
Nabil Fekir (* 18. července 1993 Lyon) je francouzský profesionální fotbalista, který hraje na pozici ofensivního záložníka za španělský klub Real Betis a za francouzský národní tým

## Klubová kariéra
V A-týmu Lyonu debutoval v ligovém zápase 31. srpna 2013 proti týmu Evian Thonon Gaillard FC, který Olympique prohrál 1:2. Fekir odehrál kompletní utkání.
V sezóně 2013/14 se dostal s Lyonem do finále Coupe de la Ligue, kde jeho tým podlehl celku Paris Saint-Germain 1:2.

## Reprezentační kariéra
V A-mužstvu Francie debutoval 26. března 2015 v přátelském utkání v Saint-Denis proti týmu Brazílie (porážka 1:3).

### Reprezentační góly
Góly Nabila Fekira ve francouzském reprezentačním A-mužstvu
| 1                  | 7. 6. 2015 | Stade de France, Saint-Denis, Francie | Belgie | 2:400(89.) | 3:4 | přátelský zápas |
| Platí k 8. 6. 2015 |            |                                       |        |            |     |                 |

## Úspěchy

### Individuální
- Tým roku Ligue 1 podle UNFP – 2014/15[5]
- Hráč měsíce Ligue 1 podle UNFP – srpen 2017[6]